# Lijst van voetbalinterlands Dominica - Saint Kitts en Nevis
Deze lijst van voetbalinterlands is een overzicht van alle officiële voetbalwedstrijden tussen de nationale teams van Dominica en Saint Kitts en Nevis. De landen speelden tot op heden drie keer tegen elkaar. De eerste ontmoeting, een kwalificatiewedstrijd voor de Caribbean Cup 1994, werd gespeeld in Basseterre op 25 februari 1994. Het laatste duel, een kwalificatiewedstrijd voor de Caribbean Cup 2014, vond plaats op 5 september 2014 in Basseterre.

## Wedstrijden
| № | Plaats     | Datum            | Competitie                      | Wedstrijd                       | Uitslag |
| - | ---------- | ---------------- | ------------------------------- | ------------------------------- | ------- |
| 1 | Basseterre | 25 februari 1994 | Caribbean Cup 1994 kwalificatie | Saint Kitts en Nevis – Dominica | 2 – 3   |
| 2 | Basseterre | 3 april 1998     | Caribbean Cup 1998 kwalificatie | Saint Kitts en Nevis – Dominica | 1 – 2   |
| 3 | Basseterre | 5 september 2014 | Caribbean Cup 2014 kwalificatie | Saint Kitts en Nevis − Dominica | 5 − 0   |

## Samenvatting
| Competitie                 | Totaal gespeeld | Winst Dominica | Gelijk | Winst St. Kitts-Nev. | Doelsaldo Dominica – St. Kitts-Nev. |
| -------------------------- | --------------- | -------------- | ------ | -------------------- | ----------------------------------- |
| Caribbean Cup-kwalificatie | 3               | 2              | 0      | 1                    | 5 − 8                               |
| Totaal                     | 3               | 2              | 0      | 1                    | 5 − 8                               |

DFA · 
Vrouwenvoetbalelftal van Dominica
Interlands
Tegenstander:
Amerikaanse Maagdeneilanden ·
Anguilla ·
Antigua en Barbuda ·
Aruba ·
Bahama's ·
Barbados ·
Bermuda ·
Britse Maagdeneilanden ·
Canada ·
Cuba ·
Dominicaanse Republiek ·
Grenada ·
Guatemala ·
Guyana ·
Haïti ·
Jamaica ·
Mexico ·
Nicaragua ·
Panama ·
Saint Kitts en Nevis ·
Saint Lucia ·
Saint Vincent en de Grenadines ·
Suriname ·
Trinidad en Tobago ·
Turks- en Caicoseilanden
SKNFA · A-internationals · Vrouwenelftal van Saint Kitts en Nevis
1979 – 1989 · 
1990 – 1999 · 
2000 – 2009 · 
2010 – 2019 ·
2020 − 2029
Amerikaanse Maagdeneilanden ·
Andorra ·
Anguilla ·
Antigua en Barbuda ·
Armenië ·
Aruba ·
Bahama's ·
Barbados ·
Belize ·
Bermuda ·
Britse Maagdeneilanden ·
Canada ·
Costa Rica ·
Cuba ·
Curaçao ·
Dominica ·
Dominicaanse Republiek ·
El Salvador ·
Estland ·
Georgië ·
Grenada ·
Guyana ·
Haïti ·
India ·
Jamaica ·
Kaaimaneilanden ·
Mauritius ·
Mexico ·
Montserrat ·
Nicaragua ·
Noord-Ierland ·
Puerto Rico ·
Saint Lucia ·
Saint Vincent en de Grenadines ·
San Marino ·
Suriname ·
Taiwan ·
Trinidad en Tobago ·
Turks- en Caicoseilanden ·
Verenigde Staten